# Apostolepis ammodites
Espèce
Apostolepis ammodites  est une espèce de serpents de la famille des Dipsadidae.

## Répartition
Cette espèce est endémique du Brésil. Elle se rencontre dans le Cerrado dans les États de Bahia, du Minas Gerais, de Goiás et du Tocantins et dans le District fédéral.

## Description
Apostolepis ammodites mesure au maximum 63,5 cm. Son dos est uniformément orange vif. L'avant de son corps présente les couleurs suivantes : rougeâtre à l'extrémité de la tête, puis noir, blanc au niveau de sa nuque, puis de nouveau noir suivi de blanc. Sa face ventrale est immaculée et de couleur claire. La pointe de sa queue est noire. C'est un serpent ovipare.

## Étymologie
Son nom d'espèce, du grec ancien ἄμμος, ammos, « sable », et δψτεσ, dytes, « qui aime être immergé », lui a été donné en référence à son habitat.

## Publication originale
- Ferrarezzi, Erritto Barbo & España Albuquerque, 2005 : Phylogenetic relationships of a new species of Apostolepis from Brazilian Cerrado with notes on the assimilis group (Serpentes: Colubridae: Xenodontinae: Elapomorphini). Papéis Avulsos de Zoologia (São Paulo), vol. 45, no 16, p. 215-229 (texte intégral).